# 喀里多尼亞鎮區 (愛荷華州奧布賴恩縣)
喀里多尼亞鎮區（英語：Caledonia Township）是位於美國愛荷華州奧布賴恩縣的一個行政鎮區。

## 地方資料
根據2010年美國人口普查的數據，喀里多尼亞鎮區的面積為93.92平方千米，當中陸地面積為93.92平方千米，而水域面積為0.00平方千米。當地共有人口269人，而人口密度為每平方千米2.86人。